# Oud-Stuivekenskerke
Oud-Stuivekenskerke is een gehucht in de tot de West-Vlaamse gemeente Diksmuide behorende plaats Stuivekenskerke.
Oud-Stuivekenskerke is de voormalige kern van Stuivekenskerke. De daar aanwezige Sint-Pieterskerk werd omstreeks 1870 verlaten, aangezien restauratie te veel werk zou zijn. De burgemeester besliste toen dat een nieuwe kerk in de nabijheid van zijn landgoed, Vicogne, zou worden gebouwd. Daarmee verplaatste de dorpskern zich enkele kilometers in noordelijke richting.
Tijdens de Eerste Wereldoorlog was Oud-Stuivekenskerke een Belgische voorpost. De Belgen hadden de IJzervlakte onder water gezet waardoor de Duitse opmars tot staan kwam.
Tegenwoordig is de plaats, die zich aan het einde van een doodlopende weg bevindt, voornamelijk een gedenkplaats van de Eerste Wereldoorlog. Deze omvat het zogeheten Onze-Lieve-Vrouwehoekje, dat naast de ruïne van de toren van de voormalige Sint-Pieterskerk, die als observatiepost door het Belgische leger werd gebruikt, ook een kapel (Onze-Lieve-Vrouw-ter-Zege) en een aantal gedenktekens en obelisken omvat.

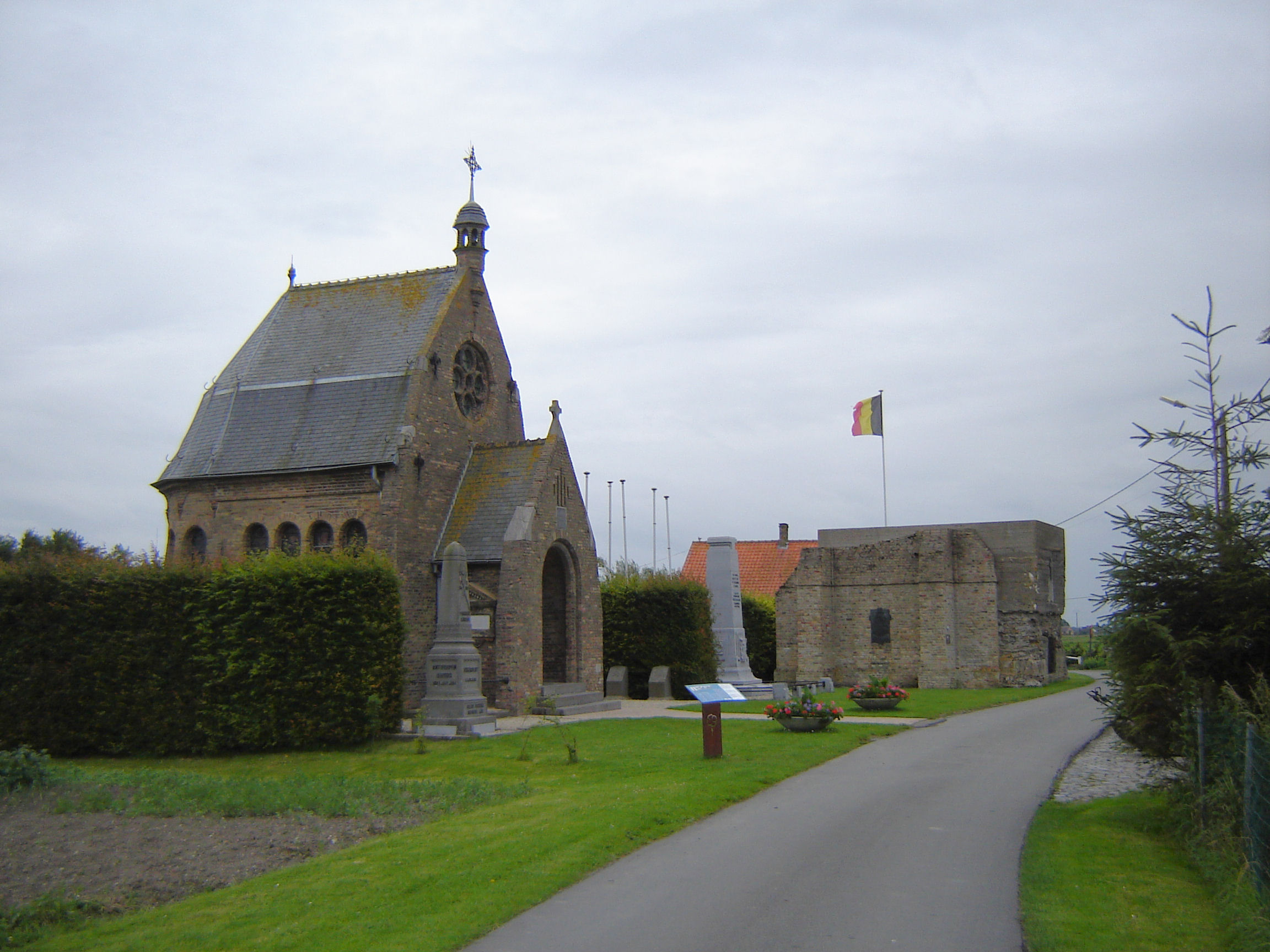
Oud-Stuivekenskerke